# 維克 (蘇格蘭)
維克（英語：Wick）是位於蘇格蘭北部高地地區的一個城鎮，在歷史上屬於凱瑟尼斯郡。據2001年英國人口普查，維克的人口有7,333人。